# تيسون تان
تيسون تان (بالصينية: 谭代山) هو مصمم وفنان تصويري صيني، ولد في 29 أغسطس 1984 في الصين. قام بإعادة تصميم تميمة كيدي كونكي, وصمم بعض التمائم لمشاريع برمجيات حرة ومفتوحة المصدر أخرى. يتحدث الإنجليزية والصينية واليابانية.
تيسون يستخدم البرمجيات الحرة للعمل منذ 2012.

## وصلات خارجية
- الموقع الرسمي